# جولیوس بارتلز

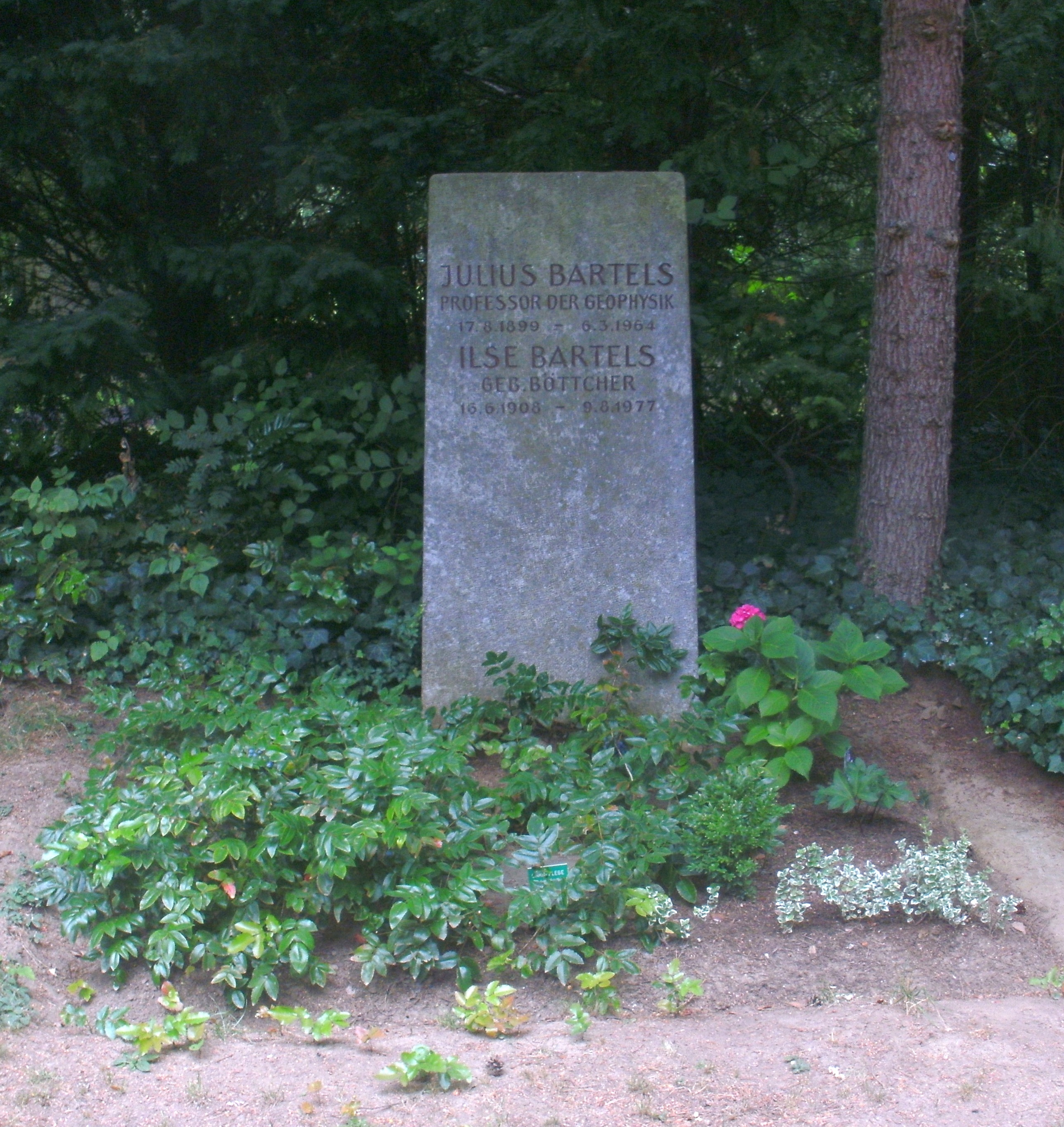
نمای قبر ژولیوس بارتلز در گورستان شهر گوتینگن

جولیوس بارتلز ؛(به آلمانی: August Julius Bartels)، از (۱۷ اوت ۱۸۹۹، ماگدبورگ - ۶ مارس ۱۹۶۴) ژئوفیزیکدان و آمارگر اهل آلمان بود که نقشی مهم و چشمگیری در بررسی‌های فیزیک خورشید و ماه در زمینه‌های میدان مغناطیسی زمین و هواشناسی؛ و به شناخت فیزیک یونوسفر ایفا می‌کرد. او همچنین در کاربرد روش‌های آماری در ژئوفیزیک کمک‌های اساسی انجام داد. بارتلز نخستین رئیس انجمن بین‌المللی ژئومغناطیس و هواشناسی (IAGA) بود. همراه با سیدنی چپمن، او کتاب تأثیرگذار «ژئومغناطیس (میدان مغناطیسی زمین)» را نوشت.

## زندگی و کار
بارتلز دکترای خود را از دانشگاه گوتینگن، در سال ۱۹۲۳ دریافت کرد. او سپس در رصدخانه مغناطیسی شهر پوتسدام برای فوق دکترا مشغول به کار شد. در سال ۱۹۲۸، وی به تدریس هواشناسی در مقام استاد در ابرس والده مشغول به کار شد. در سال ۱۹۳۶ استاد کامل در دانشگاه برلین و مدیر مؤسسه ژئوفیزیکی پوتسدام شد. از سال ۱۹۳۱ تا سال دوم جنگ جهانی دوم، وی همچنین به عنوان همکار تحقیقاتی در مؤسسه کارنگی واشینگتن نیز فعالیت می‌کرد. او با همکاری سیدنی چپمن موفق شد تا اثر دو جلدی ژئومغناطیس را منتشر کند، یک مرجع قاطع در دانش ژئوفیزیک است.
در سال ۱۹۳۳، بارتلز «عهد وفاداری استادان دانشگاه‌ها و دبیرستان‌های آلمان» با آدولف هیتلر و دولت ملی سوسیالیست را امضا کرد.